# Saint-Basile-le-Grand
Saint-Basile-le-Grand – miasto w Kanadzie, w prowincji Quebec.